# Попович, Бранко (Народный герой Югославии)
Бранко Попович (сербохорв. Бранко Поповић / Branko Popović; 1917, Веричи — июль 1944, Алишичи) — югославский лесоруб, участник Второй мировой войны, лейтенант НОАЮ, Народный герой Югославии.

## Биография
Родился в 1917 году в селе Веричи (ныне община Баня-Лука, Босния и Герцеговина) в бедной крестьянской семье. Он не смог окончить даже начальную школу. До войны работал лесорубом, отслужил в армии, в 1937 году был принят в Коммунистическую партию Югославии. В 1941 году вступил в Козарский партизанский отряд, участвовал в боях за Пискавицу, Туряк, Подградцы, Мраковици, Козарец, Омарску. Во время битвы за Козару вёл бои в Горни-Пискавице, получил личную благодарность от 1-й Краинской бригады за отличное командование ротой. Участвовал в боях против четников.
В 1943 году Бранко организовал крупную диверсию на дороге Приедор — Нови-Град: близ Реличевой скалы он организовал засаду и уничтожил 15 немецких грузовиков. Три орудия, которые перевозились в этой колонне, были захвачены отрядом Бранко, а отряд противника только с одним орудием добрался до Приедора. Именно благодаря этому Попович стал известен в отряде. Бранко позднее командовал батальоном 11-й бригады, в битвах на Козарце и в Босанске-Градишке в 1944 году он лично уничтожил большое количество немецких танков.
Трагически погиб в июле 1944 года, утонув в реке Сане близ деревни Алишич, был похоронен в родном селе. 27 ноября 1953 Бранко Поповичу было посмертно присвоено звание Народного героя. Бюст Бранко Поповича был установлен в Баня-Луке.